# 酒田港站
酒田港站（日语：／ Sakatakō eki */?）是位於山形縣酒田市南新町，屬於日本貨物鐵道（JR貨物）羽越本線的貨運車站。本站鄰接酒田港，為庄內地方的鐵路貨物運輸據點。

## 歷史
- 1915年（大正4年）4月25日：鐵道院酒田線（現時：陸羽西線）支線酒田站至此站之間開業，此站啟用，當時名為最上川站（日语：／）。當時此站只處理一般大貨物和小行李（只限發送）[1]。
- 1924年（大正13年）4月20日：陸羽西線鼠關站至余目站至羽後岩谷站之間及貨物支線整個路段，與羽越北線整合為羽越線（鼠關站至秋田站之間及貨物支線，為羽越本線的前身）[2]，此站成為羽越線的車站。
- 1941年（昭和16年）2月1日：車站改名為酒田港站[3]。
- 1954年（昭和29年）9月1日：結束小行李起卸業務（變為貨運車站）[4]。
- 1965年（昭和40年）2月10日：變為獨立站，增設酒田港站長一職（從前是由酒田站長兼任）。
- 1966年（昭和41年）10月1日：增設貨櫃起卸業務[4]。
- 1987年（昭和62年）4月1日：因國鐵分割民營化，本站成為日本貨物鐵道的車站[4]。

## 車站構造
此站是位於酒田港內的地面車站。站內南邊設有一組延伸至車站中央的分揀線，以及1面1線的貨櫃月台；其旁邊則設有站房。在北邊的碼頭旁設有2面3線的貨櫃月台和拆毀鐵路貨車用的側線。在站舍局設有JR貨物酒田營業所與其營業櫃臺。站內調度作業與酒田港線的貨運列車都是由愛知機關區所屬的DD200型柴電機車牽引。
此站在2008年3月前設有專用線，連接東北東曹化學（舊・鐵興社）酒田工場，該專用線上會運送化學藥品。另外也有專用線連接食糧廳酒田倉庫、帝石特爾尼特工業（現：特爾尼特）酒田工場、小野田水泥（現：太平洋水泥）酒田服務站和廣島燃料興業。
從此站設有一條全長2.2公里的山形縣營公共臨港線連接大濱埠頭，中途經過食糧廳倉庫與花王酒田工場。該路線在過去設有專用線連接花王酒田工場專用線、日新電化酒田工場（現時：東北東曹化學酒田西工場）專用線、米田物產酒田防腐工場專用線等。現時該路線沒有連接任何專用線，並且已經停用。

## 起卸貨物
- 貨櫃
  - 主要起卸12英呎貨櫃。但是可處理30英呎海運貨櫃。
- 車載貨物
  - 在站內側線處用作拆毀私用貨車。在2008年3月前，該處起卸東北東曹化學專用線到發的化學藥品（氫氧化鈉與液氯等）。
- 此站可處理產業廢物和特別管理產業廢物。

## 車站周邊
- 特爾尼特酒田工場
- 太平洋水泥酒田南服務站
- 東北東曹化學（日语：東北東ソー化学）酒田工場
- 酒田港郵局

## 其他
在1983年，得到國鐵新潟鐵道管理局（現時：JR東日本新潟支社，貨物部門是JR貨物新潟支社）協助下，《西部警察 PART-III》第23集於此站取景（當中出現槍撃戰和爆破情節）。

## 相鄰車站
日本貨物鐵道（JR貨物）
羽越本線
酒田－（貨）酒田港

## 注腳
1. ↑  內閣印刷局 (编). . 官報 (國立國會圖書館數碼化收藏). 1915-04-21, (813)  [2024-04-03]. （原始内容存档于2024-04-03） （日语）.
2. ↑  內閣印刷局 (编). . 官報 (國立國會圖書館數碼化收藏). 1924-04-17, (3492)  [2024-04-03]. （原始内容存档于2024-02-15） （日语）.
3. ↑  內閣印刷局 (编). . 官報 (國立國會圖書館數碼化收藏). 1941-01-25, (4214)  [2024-04-03]. （原始内容存档于2024-04-03） （日语）.
4. 1 2 3  石野哲（編）.  初版. JTB. 1998-10-01: 566. ISBN 978-4-533-02980-6 （日语）.

## 相關項目
- 日本鐵路車站列表 Sa